# Aszódi Zoltán
Aszódi Zoltán (Budapest, 1891. március 22. – Budapest, 1971. november 18.) belgyógyász, egyetemi tanár, az orvostudományok kandidátusa (1952).

## Életpályája
Aszódi Ábrahám (1867–1932) kereskedő és Ledermann Zsófia (1863–1939) fiaként született. Az 1908/1909. tanév végén a Budapesti VII. Kerületi István-úti Állami Főgimnáziumban érettségizett. Tanulmányait a Budapesti Tudományegyetem Orvostudományi Karán folytatta, ahol 1915-ben avatták doktorrá. Ezután az Élet- és Kórvegytani Intézet díjazott gyakornoka lett. Az első világháborúban segédorvosként teljesített szolgálatot. 1919 szeptemberétől kinevezték az Élettani Tanszékre díjas gyakornokká. 1920 szeptemberétől tanársegédi kinevezést kapott, amit megerősítették egy évvel később az 1923 augusztusáig terjedő időszakra. 1925-ben Ernst Zoltánnal, az I. sz. Belklinika tanársegédjével együtt Kanadába, az Amerikai Egyesült Államokba és Angliába utazott, hogy az inzulin gyártását és alkalmazását tanulmányozza. Útjuk anyagi hátterét a Rockefeller Alapítvány ösztöndíja biztosította. Hazatérése után folytatta munkáját az Élettani Intézetben. 1928-ban a budapesti Pázmány Péter Tudományegyetemen az „anyagcsere vizsgálati módszere“ című tárgykörből magántanárrá habilitálták. 1945 augusztusában részt vett a Segítőalap Ideiglenes Orvosi Tanácsának alakuló ülésén. A háborút követően a Pesti Izraelita Hitközség Szabolcs Utcai Kórházában működött. 1946-ban megkapta a tudományos irodalom művelése és az egyetemi oktatás terén kifejtett működése elismeréséül az egyetemi rendkívüli tanári címet. Később az Orvostovábbképző Intézet IV. Belosztályának főorvosa, majd a Trefort utcai Rendelő Intézet orvosa volt.
Magyar, de főleg külföldi folyóiratokban az anyagcserével foglalkozó több, nagyobb tanulmánya jelent meg.
A Kozma utcai izraelita temetőben nyugszik.

## Családja
Felesége dr. Liebner Olga (1890–1970) orvos volt, Liebner Sámuel és Liebner Irén lánya, akivel 1917. szeptember 20-án Budapesten, a Terézvárosban kötött házasságot. Gyermekük T. Aszódi Éva (1918–2000) szerkesztő, aki 1942 novemberében Tauber Miklós orvoshoz ment nőül.
Sógora Liebner Ernő (1895–1974) bőrgyógyász, egyetemi tanár.

## Művei
- Hugyanyconcentratio-meghatározás vizeletben a Partos-féle készülék (carbamido-meter) segélyével. (Gyógyászat, 1922, 6.)
- Hugyany meghatározás vérsavóban a „hämocarbamidometer“ segélyével. (Gyógyászat, 1922, 50.)
- Az insulin gyártása és klinikai használata Amerikában. Ernst Zoltánnal. (Orvosi Hetilap, 1927, 19.)
- A Langerhans-szigetek működésének serkentése a vagus útján B1 és C vitaminnal. Mosonyi Jánossal. (Orvosi Hetilap, 1938, 17.)
- A vízháztartás pathologiája és zavarainak therapiája. (Gyógyászat, 1941, 19.)
- Az újabb étrendi kezelések tudományos alapja és gyakorlati alkalmazása. (Orvosi Hetilap, 1941, 20–23.)
- A fehérje-probléma a háborús súlycsökkenés középpontjában. (Orvosok Lapja, 1946, 2.)
- A cukorbetegség aetiologiájának kérdése az 1942. évi kötelező cukorbajos orvosi bejelentéssel kapcsolatban. (Orvosok Lapja, 1947, 5.)
- Huszonöt év insulin használatának tudományos és gyakorlati tapasztalata. (Orvosok Lapja, 1947, 40.)
- Turistaság és egészségvédelem. (Orvosok Lapja, 1948, 51.)
- Egyszerű C-vitamin kimutatási eljárás betegágy mellett és üzemi rendelőkben. (Orvosi Hetilap, 1950, 18.)
- Az ujjbegy és fülcimpa vérének morphologiai összehasonlítása különös tekintettel az endocarditis lenta kórisméjére. (Orvosi Hetilap, 1950, 50.)
- Esinophil tüdőinfiltratum halállal végződő esete. Vécsei Annával. (Orvosok Lapja, 1952, 33.)
- Doudenum diverticulum gümőkórja. Bíró Istvánnal. (Orvosi Hetilap, 1957, 22.)
- Aspecifikus szeropozitivitás és szerumfehérjék eloszlásának vizsgálata hepatitis epidemicában. Varsányi Dénessel. (Orvosi Hetilap, 1959, 50.)
- Életrekeltés a klinikai halálból. (Természettudományi Közlöny, 1958, 2. évfolyam, 9. szám, 389–391. old.)
- A vérsavó epesav tartalma diabetes mellitusban. Zombory Józseffel. (Orvosi Hetilap, 1962, 45.)
- Alapanyagcsere meghatározások kritikai értékelése az SZTK gyakorlatban. (Orvosi Hetilap, 1964, 49.)
- Az elhízás következményeinek elhárítása tartós fogyasztással. (Orvosi Hetilap, 1965, 36.)

## Díjai, elismerései
- Munka Érdemérem (1960)[12]
- Munka Érdemrend ezüst fokozata (1969)